# Всесоюзный научно-исследовательский институт горной геомеханики и маркшейдерского дела
Всесоюзный научно-исследовательский институт горной геомеханики и маркшейдерского дела (ВНИМИ) — существовавший в 1929—2005 годах научно-исследовательский институт, занимавшийся проблемами горной геомеханики и маркшейдерского дела. Награжден орденом Трудового Красного Знамени (1979). С 2005 года здание передано Санкт-Петербургскому горному университету, с 2016 года институт приватизирован.

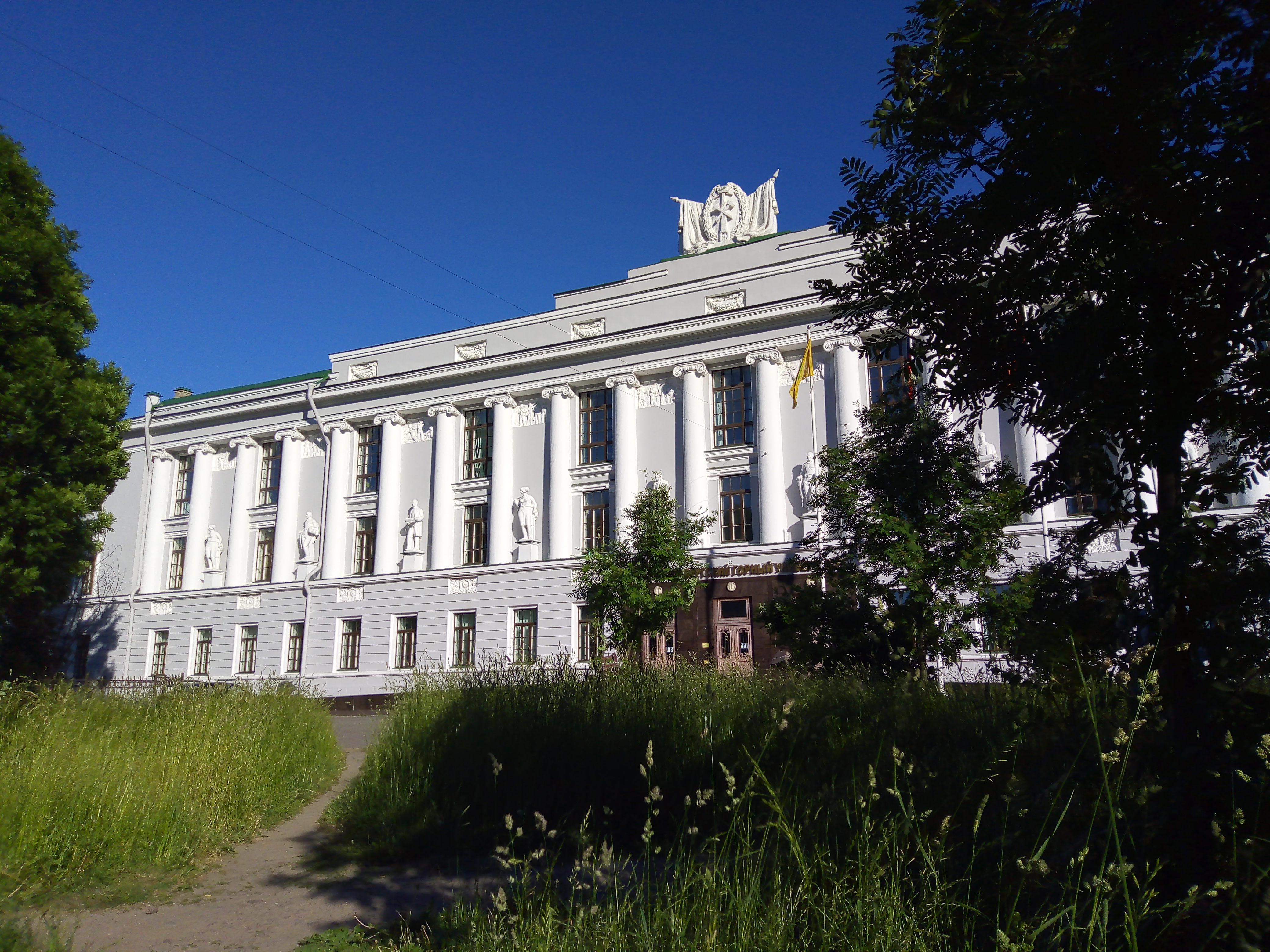
Здание ВНИМИ в 1953—2005 годах. В настоящее время Учебный центр №2 Санкт-Петербургского горного университета. Средний проспект В.О., д. 82

## Род деятельности института
Институт изучал проявления горного давления, исследовал горные удары, сдвижение горных пород и земной поверхности, устойчивость бортов карьеров, совершенствовал методику маркшейдерских работ и разрабатывал новые маркшейдерские приборы и инструменты.
ВНИМИ поручался ряд задач:
- проведение исследований процесса сдвижения горных пород под влиянием горных выработок;
- разработка мер охраны земной поверхности, зданий, сооружений и водоемов от вредного влияния горных работ;
- установление условий и разработка методов безопасной подработки зданий и сооружений;
- разработка рациональных методов управления горным давлением и определение оптимальных размеров целиков, оставляемых для поддержания горных выработок;
- разработка мер по охране недр (предотвращение и устранение потерь полезного ископаемого при эксплуатации месторождений) и разработка правил учета движения запасов;
- совершенствование методики и техники маркшейдерских работ;
- конструирование, изготовление опытных образцов и испытание новых маркшейдерских приборов и инструментов;
- оказание технической и методической помощи горным предприятиям в решении отдельных производственных задач;
- содействие внедрению изобретений и рационализаторских предложений в области маркшейдерского дела.

## История
История института ведется с 1929 года, когда по инициативе И.М. Бахурина была создана Постоянная маркшейдерская комиссия при НТСах каменноугольной, рудной и нефтяной промышленности. Первое заседание состоялось 25 мая 1929 года. В первый состав комиссии вошли ученые из Ленинградского горного института (И.М. Бахурин, Н.Г. Келль); Днепропетровского горного института (И.П. Бухиник, А.Е. Гутт); Томского индустриального института (Ф.В. Галахов); Свердловского горного института (П.К. Соболевский); Московского горного института (А.И. Дисман). Также в состав вошли представители от производства - начальник Маркшейдерской части Горнопромышленного надзора РСФСР Ф.И. Выдрин, руководитель научно-исследовательской ячейки Маркшейдерского отдела треста "Донуголь" О.Л. Кульбах. 
Постоянная маркшейдерская комиссия обследовала состояние маркшейдерских служб на предприятиях Донбасса, Урала, Кривого Рога, Подмосковного бассейна, Кузбасса. Члены комиссии внедряли и ряд научных разработок.
1 ноября 1932 года на базе Комиссии было создано Центральное научно-исследовательское бюро по маркшейдерскому делу (ЦНИМБ), находившееся в ведении Наркомата тяжелой промышленности СССР. Директором и научным руководителем бюро был избран И.М. Бахурин, который оставался на этой должности до своей смерти в 1940 году. Головное отделение ЦНИМБ располагалось в Ленинграде в помещениях особняка М.А. Горчакова. 
Территориальные отделения были основаны непосредственно в горнодобывающих районах:
- Харьковская группа - О.Л. Кульбах;
- Западно-сибирская группа (Томск, затем - Прокопьевск) - проф. Ф.В. Галахов;
- Восточно-сибирская группа (Иркутск) - А.В. Ненаживин;
- Днепропетровская группа - проф. И.П. Бухнин;
- Уральская группа (Свердловск) - проф. Д.Н. Оглоблин;
- Московская группа - доц. А.И. Дисман.
- Казахская группа (Караганда) - проф. Н.Г. Келль (организована в 1943 году).

На первом этапе работ были сформированы несколько научных групп:
- по вопросам усовершенствования методики и техники маркшейдерских работ: Н.Г. Келль, И.Н. Ушаков, Б.И. Никифоров, К.А. Звонарев, Г.А. Кротов;
- по вопросам сдвижения горных пород и земной поверхности: С.Г. Авершин, О.Л. Кульбах, М.В. Коротков, А.П. Казачек;
- по вопросам горного давления - Г.Н. Кузнецов, С.Г. Авершин[5].

26 сентября 1945 года бюро расширилось и получило наименование "Всесоюзный научно-исследовательский маркшейдерский институт (ВНИМИ)", под которым и вошло в историю советского горного дела. Организация подчинялась Наркомату угольной промышленности СССР. Филиалы института располагались в соответствии с территориальными отделениями ЦНИМБ - в Донецке, Свердловске, Прокопьевске, Караганде, Москве.  С 1949 по 1983 год институтом бессменно руководил профессор А.Н. Омельченко. В 1954-1956 годах было построено здание института на Среднем проспекте В.О., д. 82 (арх. Б.М. Серебровский). В 1964 году на территории института был создан собственный опытно-экспериментальный завод, директором которого был В.В. Княщинский.  
В 1965 году, в связи с значительным расширением научного поля деятельности института, он был переименован во Всесоюзный научно-исследовательский институт горной геомеханики и маркшейдерского дела - ВНИМИ.  Дальнейшие переименования несли в себе только изменения ведомственной или организационно-правовой структуры института.
В 1988 году институт был организатором VII Международного конгресса по маркшейдерскому делу.
В 1992 году передан в ведение Министерства топлива и энергетики РФ в статусе государственного предприятия. В 1995-1999 годах находился в двойном подчинении РАН и Минэнерго. С 1997 года находился в статусе федерального государственного унитарного предприятия. 
В 2005 году институт фактически был ликвидирован. Здание и оборудование были переданы Санкт-Петербургскому государственному горному институту, часть сотрудников сформировали на его базе Научный центр геомеханики и проблем горного производства. Организация с 2005 года была переведена в статус открытого акционерного общества, в 2014 году было объявлено о намерении провести продажу 100 процентов ее акций, а в 2016 году ВНИМИ был приватизирован. 

## Разработки
Институт вел активную работу в двух направлениях - по составлению нормативно-технической документации в области горного дела и по производству маркшейдерско-геодезических приборов для нужд промышленности. Научные разработки института на регулярной основе публиковались в сборнике "Труды Всесоюзного научно-исследовательского маркшейдерского института" (с 1934 года).